# Leningrad-affaire
De Leningrad-affaire (Russisch: Ленинградское дело) was een grootscheepse zuivering van Sovjet-Russische partij- en regeringsfunctionarissen in Leningrad (het huidige Sint-Petersburg) tijdens het bewind van Jozef Stalin.
Op 31 augustus 1948 overleed Andrej Zjdanov, de partijleider van Leningrad, die na de Tweede Wereldoorlog als de tweede man van de Sovjet-Unie werd gezien. Zijn rivaal Georgi Malenkov wilde zijn plaats innemen en ontketende in februari 1949 een terreurcampagne tegen aanhangers van Zjdanov. Er werden meer dan tweeduizend mensen ontslagen en gearresteerd, van wie de meesten naar strafkampen werden gestuurd. Een klein deel van de slachtoffers werd ter dood veroordeeld: officieel werden zij beschuldigd van landverraad en corruptie. De doodstraf, die in 1947 was afgeschaft, werd op 12 januari 1950 weer ingevoerd, waarschijnlijk met het oog op hun executie. De vrijgekomen vacatures werden opgevuld met bondgenoten van Malenkov. 
Overigens beperkte de affaire zich niet alleen tot Leningrad. Er vonden ook zuiveringen plaats in Oekraïne, de Krim en in Moskou, waardoor het aantal slachtoffers veel hoger was dan tweeduizend. 
De affaire eindigde in oktober 1950 met het terechtstellen van de belangrijkste slachtoffers. In 1954-56 werden de slachtoffers van de Leningrad-affaire gerehabiliteerd. Mede door het bekendmaken van zijn rol in deze zuiveringen moest Malenkov in 1955 als premier aftreden. 
Er is door sommigen beweerd dat de Leningrad-affaire het gevolg was van Stalins wantrouwen ten opzichte van de stad. Plannen om van Leningrad de hoofdstad van de Sovjet-Unie te maken zouden aan zijn achterdocht hebben bijgedragen. Dit zou de reden zijn geweest waarom Stalin toestemming gaf voor de zuivering.